# Endasys parviventris
Endasys parviventris là một loài tò vò trong họ Ichneumonidae.